# Osama Orabi
Osama Orabi (en árabe: أسامة عرابي‎) (El Cairo, 25 de enero de 1962) es un exfutbolista egipcio que jugaba como centrocampista.

## Carrera

### Club
Jugó toda su carrera con el Al-Ahly de 1982 a 1999 donde fue campeón nacional de liga en 10 ocasiones, ganó ocho copas nacionales, la Copa Africana de Clubes Campeones 1987, ganó cuatro veces la Recopa Africana, una Recopa Árabe, un Campeonato de Clubes Árabes, dos veces la Supercopa Árabe y una Copa Afroasiática.

### Selección nacional
Jugó para Egipto en 15 ocasiones de 1988 a 1992, participó en la Copa Mundial de Fútbol de 1990 y en la Copa Africana de Naciones 1988.

## Logros
- Liga Premier de Egipto (10): 1984-85, 1985-86, 1986-87, 1988-1989, 1993-94, 1994-95, 1995-96, 1996-97, 1997-98, 1998-99

- Copa de Egipto (8): 1982-83, 1983-84, 1984-85, 1988-89, 1990-91, 1991-92, 1992-93, 1995-96

- Recopa Africana (4): 1984, 1985, 1986, 1993

- Liga de Campeones de la CAF (1): 1987

- Copa Afroasiática (1): 1988

- Recopa Árabe (1): 1994

- Campeonato de Clubes Árabes (1): 1996

- Supercopa Árabe (2): 1997, 1998